# Ружа
Ружа (лат. Rosa sp.) је род дрвенастих биљака из породице ружа (Rosaceae). Узгаја се због лепих мирисних цветова и до данас постоје многи хибриди и култивари ружа који се међусобно разликују по боји и изгледу цвета, мирису и постојању трнова. Постоји велики број дивљих ружа, чији се плод (шипак, шипурак) богат витамином Ц користи у исхрани и за припрему чајева. Од око 100 врста рода ружа у Србији расте двадесетак. Србија и југ Француске су најбоља поднебља за гајење ружа.
Ружа се поред своје лепоте и мириса као украсно цвеће користи у: козметици, медицини и кулинарству. 

## Ботаника
Лишће је наизменично поређано на стаблу. Код већине врста дуго је 5-15 центиметара и перастог је облика, са 5-9 лисна залиска; залисци обично имају зупчасту ивицу, а често и неколико мањих трнова на доњем делу стабљике. Већина ружа је листопадна, али постоје и неке врсте (углавном из југоисточне Азије) које су зимзелене или скоро зимзелене биљке.

### Еволуција
Најстарији остаци ружа потичу из касноеоценске формације флорисант у Колораду. Руже су биле присутне у Европи у раном олигоцену.
Данашње баштенске руже потичу из Кине из 18. века. Међу старим кинеским баштенским ружама, група Олд Блаш је најпримитивнија, док су новије групе најразноврсније. Најбоље време за садњу баштенских ружа је јесен, међутим, ако је зима топла, може и касније током јесени.

## Систематика
Род Rosa се дели на следеће подродове:
- (дели се на секције)

### Врсте
Ред Rosa се састоји од 140-180 врста подељених у четири подрода:

## Употребе

### Ружа у козметици
Ружа се у козметици користи најчешће као етерично уље или се мирис (екстракт) додаје у парфеме, шампоне или разне креме.
Парфеми руже се праве од ружиног уља (који се назива и атар руже), које је мешавина испарљивих етеричних уља добијених парном дестилацијом згњечених латица ружа. Повезани производ је ружина вода која се користи за кување, козметику, медицину и верске праксе. Техника производње је настала у Персији, а затим се проширила кроз Арабију и Индију, а недавно и у источну Европу. У Бугарској, Ирану и Немачкој користе се дамаске руже (Rosa × damascena 'Trigintipetala'). У другим деловима света Rosa × centifolia се обично користи. Уље је провидно бледо жуте или жуто-сиве боје. 'Rose Absolute' се екстрахује растварачем са хексаном и производи тамније уље, тамно жуте до наранџасте боје. Маса екстрахованог уља је око једног трихиљадитог до шестохиљадитог дела тежине цветова; на пример, за производњу једног грама уља потребно је око две хиљаде цветова.
Главни састојци атара ружа су мирисни алкохоли гераниол и L-цитронелол и камфор руже, чврста супстанца без мириса састављена од алкана, која се одваја од ружиног уља. β-Дамасценон такође значајно доприноси мирису.

### Руже у кулинарству
Најпознатија посластица за чије се справљање користи ружа је ратлук од руже. У кулинарству се ружа често користи као зачин, а од ње се прави и слатко од руже, за које је рецепт дала још Спасенија Пата Марковић, у својој чувеној збирци рецепата Патин кувар.
У Новом Пазару, Сјеници и Тутину традиционално се прави Ђулсија – сок од ружиних латица, који се и данас може нађи у понуди бројних кафечајница у том крају. Ружа је, иначе, омиљена биљка код Бошњака на простору Санџака, па су то и традиционалне посластице од овог цвета. Од 2020. године у Пријепољу се одржава манифестација Севдах уз ружу, између осталог осмишљена и у циљу очувања бошњачке традиције на овим просторима.

### Ружа у медицини
Ружа (нарочито дивља ружа шипак) се раније (и данас) користила за чајеве против разних тегоба а данас се састојци руже и шипка користе за прављење лекова.
Лековита својства приписују се и соку од ружиних латица. Иако није лек нити замена за било какву терапију, он обилује хранљивим материјама које могу позитивно утицати на организам. Он има више доказаних здравствених предности, а неке од њих су:
- богат је антиоксидансима, попут флавоноида и полифенола, који помажу у заштити ћелија од оштећења изазваних слободним радикалима,

- помоћ при варењу,
- умирујуће дејство,
- боље здравље коже због антиоксиданаса,
- подршка имунитету,
- диуретичко дејство...[14]